# Хуан Торрес Оделін
Хуан Торрес Оделін (ісп. Juan Torres Odelín, 12 лютого 1960) — кубинський боксер, чемпіон світу серед аматорів, призер Панамериканських ігор.

## Аматорська кар'єра
1984 року взяв участь у змаганнях Дружба-84 спортсменів з соціалістичних країн, які бойкотували Олімпійські ігри 1984 і, здобувши три перемоги над Пек Ен Нам (Північна Корея), Дітмаром Гайліхом (НДР) та Каримжаном Абдрахмановим (СРСР), зайняв перше місце.
На чемпіонаті світу 1986 завоював золоту медаль.
- В 1/8 фіналу переміг Філіпа Десавуа (Франція) — 5-0
- У чвертьфіналі переміг Красимира Чолакова (Болгарія) — 3-2
- У півфіналі переміг Хосе Родрігеса (Бразилія) — 5-0
- У фіналі переміг Луїса Роман Ролон (Пуерто-Рико) — 5-0

На Панамериканських іграх 1987 здобув дві перемоги, а у півфіналі програв Майклу Карбахалю (США).
На Кубку світу 1987 програв у другому бою Ншану Мунчяну (СРСР) і отримав бронзову медаль.